# Långryggad barkvapenfluga
Långryggad barkvapenfluga (Eupachygaster tarsalis) är en tvåvingeart som först beskrevs av Zetterstedt 1842.  Långryggad barkvapenfluga ingår i släktet Eupachygaster och familjen vapenflugor. Enligt den svenska rödlistan är arten nära hotad i Sverige. Arten förekommer i Götaland och Svealand. Arten har tidigare förekommit på Gotland men är numera lokalt utdöd. Artens livsmiljö är skogslandskap, jordbrukslandskap. Inga underarter finns listade i Catalogue of Life.